# St. Xavier (Montana)
St. Xavier (apsáalookěi: Basawaxaawúua, tsisinstsistots: Ma'xekôsáeo'hé'e) és una concentració de població designada pel cens dels Estats Units a l'estat de Montana. Segons el cens del 2000 tenia 67 habitants.

## Demografia
Segons el cens del 2000, St. Xavier tenia 67 habitants, 20 habitatges, i 18 famílies. La densitat de població era de 4,6 habitants per km². El 38,81% són blancs, el 52,24% són amerindis, i el 7,46% d'altres races. Els  hispànics o llatins de qualsevol raça eren el 22,39% de la població.
Dels 20 habitatges en un 55% hi vivien nens de menys de 18 anys, en un 70% hi vivien parelles casades, en un 15% dones solteres, i en un 10% no eren unitats familiars. En el 10% dels habitatges hi vivien persones soles el 10% de les quals corresponia a persones de 65 anys o més que vivien soles. El nombre mitjà de persones vivint en cada habitatge era de 3,15 i el nombre mitjà de persones que vivien en cada família era de 3,33.
Per edats la població es repartia de la següent manera: un 32,8% tenia menys de 18 anys, un 13,4% entre 18 i 24, un 31,3% entre 25 i 44, un 16,4% de 45 a 60 i un 6% 65 anys o més.
L'edat mediana era de 28 anys. Per cada 100 dones de 18 o més anys hi havia 95,7 homes.
La renda mediana per habitatge era de 19.722 $ i la renda mediana per família de 19.722 $. Els homes tenien una renda mediana d'11.250 $ mentre que les dones 15.500 $. La renda per capita de la població era d'11.578 $. Aproximadament el 25% de les famílies i el 40,7% de la població estaven per davall del llindar de pobresa.

## Poblacions més properes
El següent diagrama mostra les poblacions més properes.